# Vest-Agder
Vest-Agder was tot en met 2019 een fylke in Noorwegen. Vanaf 1 januari 2020 is deze provincie gefuseerd met Aust-Agder tot de nieuwe provincie Agder.
Vest-Agder grensde aan de fylker Rogaland en Aust-Agder. In 2013 telde Vest-Agder 176.669 inwoners, oftewel 3,4% van de totale bevolking van Noorwegen. De oppervlakte beslaat 7.281 km². Hoofdstad is Kristiansand. Het was tevens de meest zuidelijke provincie van Noorwegen. Vest-Agder was onderverdeeld in 15 gemeenten, waarvan 5 stadgemeenten. De meeste plaatsen hadden een ligging aan de kust, zoals Kristiansand, Mandal, Flekkefjord en Farsund. Samen met Aust-Agder vormde het het landsdeel Sørlandet.
In december 2016 besloot de Fylkesting van Vest-Agder te komen tot een vrijwillige fusie met Aust-Agder. Na aanvankelijk verzet in die provincie – in een referendum in 2011 koos de meerderheid in Aust-Agder tegen een fusie – ging in 2016 ook een nipte meerderheid in Aust-Agder akkoord. De nieuwe fylke zal volgens plan per 1 januari 2020 worden gevormd, waarbij Kristiansand dan de hoofdstad wordt van de nieuwe fylke Agder. Voor de verkiezingen van het Noorse parlement blijft de oude provincie nog wel bestaan als kiesdistrict.

## Feiten
- Steden (stadsrechten): Kristiansand (1641), Lyngdal (1771), Farsund (1795), Flekkefjord (1842) en Mandal (1921).
- Rivieren: Tovdalselva, Otra, Mandalselva, Søgneelva, Lyngna en Sira.
- Meren: Storvatnet (deels in Aust-Agder), Rosskreppfjord (deels in Aust-Agder), Lundevatnet (deels in Rogaland), daarnaast vele kleinere meren.
- Bergen: Urddalsknuten (1434 m), Kalåskniben (504 m).

## Gemeenten in Vest-Agder
Vest-Agder was bij de opheffing verdeeld in 15 gemeenten:
| 1. Åseral 2. Audnedal 3. Farsund 4. Flekkefjord 5. Hægebostad 6. Kristiansand 7. Kvinesdal 8. Lindesnes 9. Lyngdal 10. Mandal 11. Marnardal 12. Sirdal 13. Søgne 14. Songdalen 15. Vennesla | Location of Vest-Agder Municipalities |

Op de dag van de opheffing ging Audnedal op in de gemeente Lyngdal, Mandal en Marnardal in Lindesnes en Søgne en Songdalen in Kristiansand. De niet opgeheven gemeenten gingen op in de nieuwgevormde provincie Agder.